# Leonardo Mondadori
Leonardo Mondadori (26 september 1946 - 13 december 2002) was een Italiaans uitgever.
Leonardo Mondadori werd geboren in Milaan. Na zijn studie filosofie ging hij werken bij de Mondadori-groep, een familiebedrijf. Aanvankelijk werkte hij op verschillende afdelingen, waardoor hij bekend raakte met de verschillende productieprocessen. 
In 1981 werd hij directeur van de boeken-divisie van het concern. Hij slaagde erin dit onderdeel te moderniseren en nieuwe schrijvers aan de uitgeverij te koppelen. Zijn meest aansprekende acquisitie was Gabriel García Márquez, in 1982 winnaar van de Nobelprijs voor de Literatuur.
In 1991 werd hij algemeen directeur van de Mondadori-groep. In 1994 gaf hij een boek van Paus Johannes Paulus II uit, Crossing the Threshold of Hope, tot op heden het wereldwijd meest verkochte Italiaanse boek ooit. De Mondadori-groep maakt tegenwoordig deel uit van het media-imperium van de Italiaanse oud-minister-president Silvio Berlusconi.